# Religió a l'Antàrtida

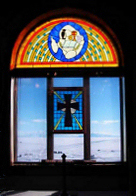
Capella de les Neus, Antàrtida

La religió a l'Antàrtida està en gran part dominada pel cristianisme, i les esglésies són els únics edificis religiosos del continent. Encara que s'utilitza habitualment per al culte cristià, la Capella de les Neus també s'ha utilitzat per a cerimònies budistes i de fe bahá'í. Alguns dels primers edificis religiosos estan actualment protegits com a monuments històrics importants.
Les religions a l'Antàrtida

## Origen

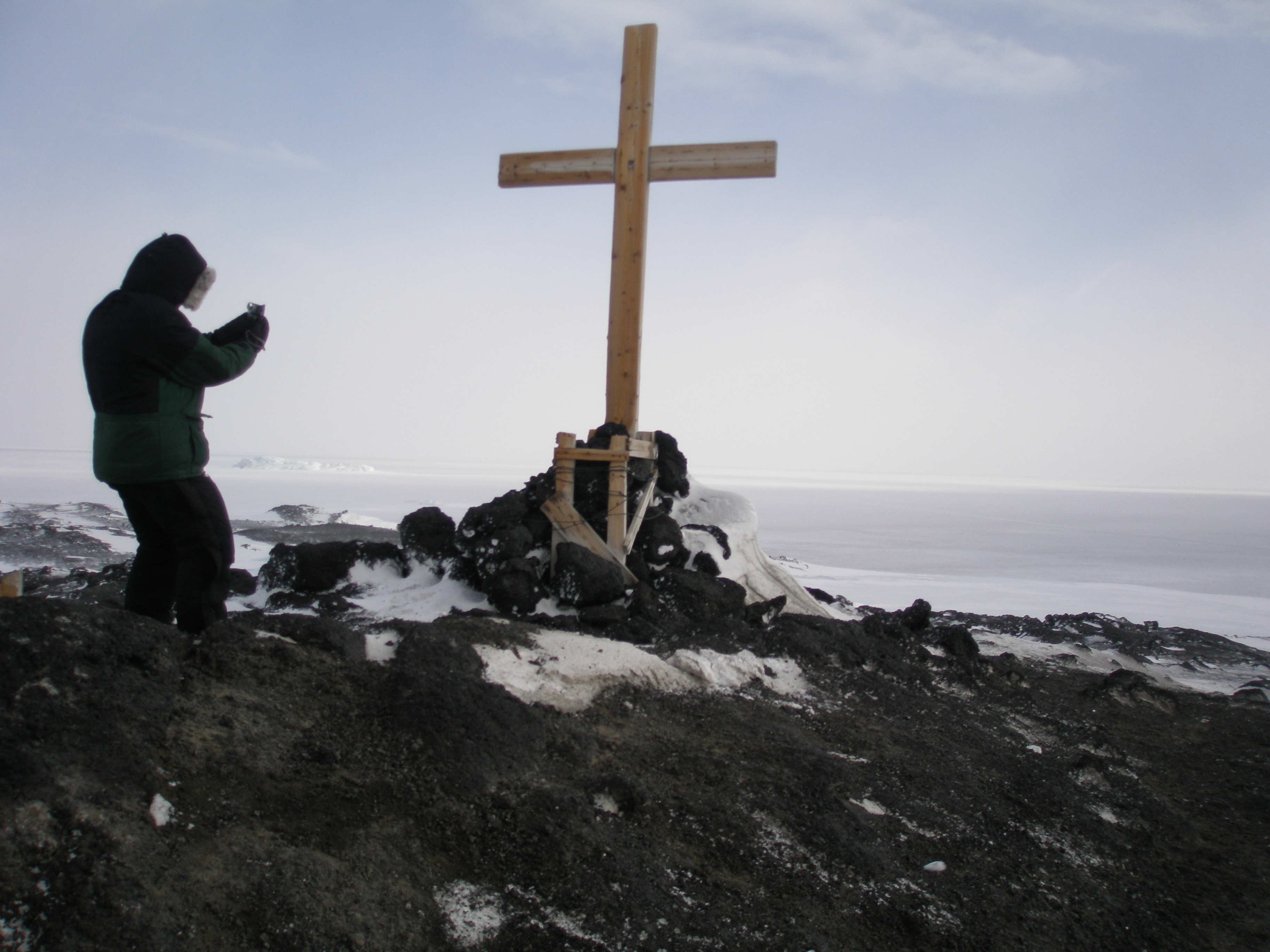
Creu commemorativa a Cape Evans

El primer clergue de qualsevol confessió religiosa que va trepitjar l'Antàrtida va ser Arnold Spencer-Smith (1883–1916), un sacerdot anglicà que va ser capellà i fotògraf del Partit del Mar de Ross de l'Expedició Trans Antàrtica Imperial de Shackleton. Spencer-Smith va instal·lar una capella a la cambra fosca de Ponting a Scott's Hut a Cape Evans. Va disposar un altar amb creu i canelobres on va reservar el santíssim i va posar-hi una llàntia per indicar la presència real de Jesucrist. En el seu diari, Spencer-Smith registra quan va celebrar l'Eucaristia i quanta gent hi havia. També enregistra les vegades que va fer confessions al continent. Spencer-Smith va ser el primer clergue a desembarcar a l'Antàrtida, el primer a celebrar l'Eucaristia i el primer a morir i ser enterrat allà.
El Partit del Mar de Ross, liderat pel capità Aeneas Mackintosh, va erigir una creu al turó Wind Vane Hill, Cape Evans, de l'Expedició Transantàrtica Imperial de Sir Ernest Shackleton de 1914-1917, en memòria de tres membres del grup que van morir als voltants l'any 1916. La creu ha estat designada com a Lloc o Monument Històric (HSM 17), després d'una proposta de Nova Zelanda i el Regne Unit a la Reunió Consultiva del Tractat Antàrtic.
El primer servei catòlic romà a l'Antàrtida va ser realitzat el 1947 per William Menster (1913–2007), tinent comandant de la Marina dels Estats Units durant l'operació Highjump. Durant una missa catòlica celebrada en una tenda instal·lada a terra, va consagrar l'Antàrtida. El fet d'atendre a unes 2000 persones de diverses denominacions cristianes li va donar experiència per liderar serveis ecumènics.
Tot i que s'utilitzen principalment per al culte cristià, la Capella de les Neus també s'ha utilitzat per a cerimònies budistes i de fe bahá'í. Alguns dels edificis es troben entre llocs històricament importants i estan protegits, com la creu de fusta del capità xilè Arturo Prat Base i una estàtua de la Mare de Déu del Carmel.

## Història

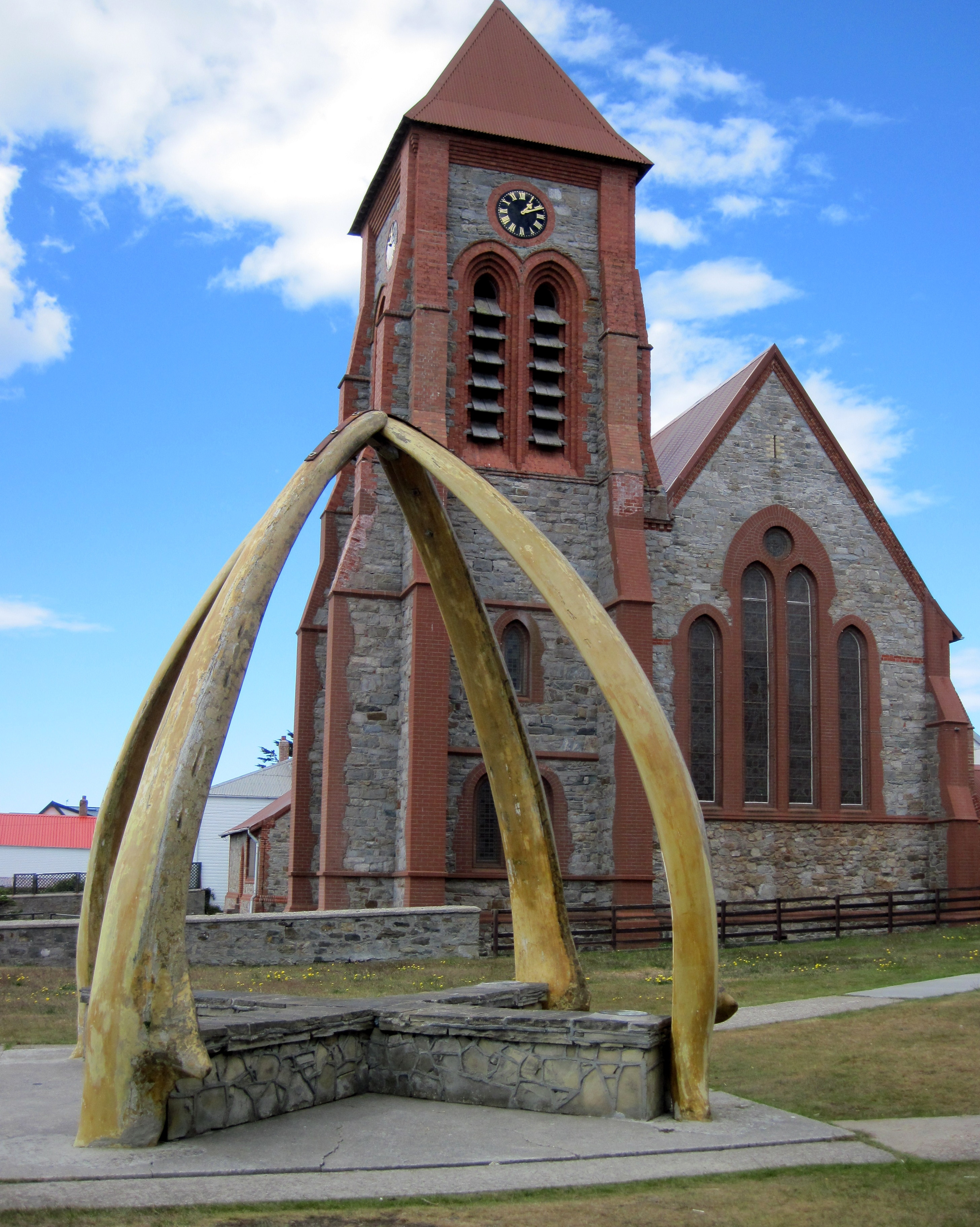
Catedral de Crist a les Malvines i arc de balena

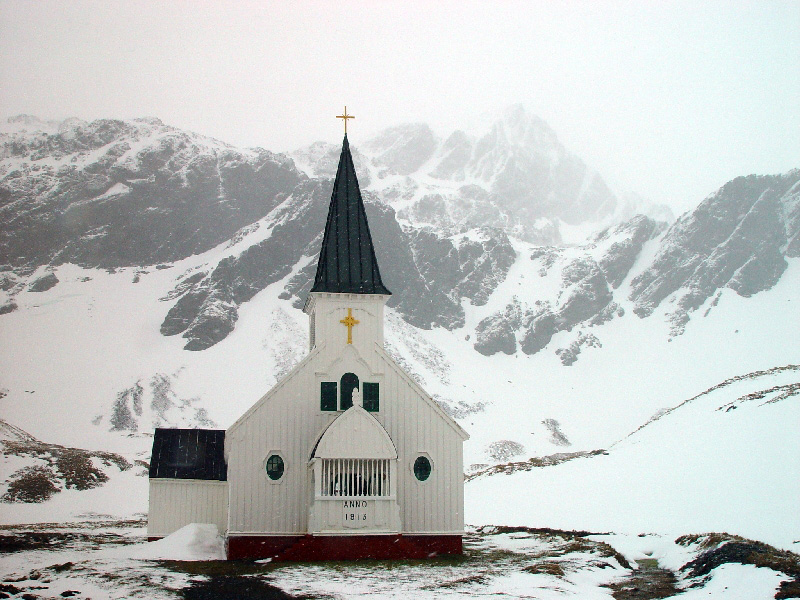
Església luterana noruega de Grytviken, Geòrgia del Sud

La història de la religió a l'Antàrtida i les illes subantàrtiques es pot dir que comença al segle xx. Cap al 1900, a la zona més gran es s'hi van aixecar estacions per caçar balenes i campaments pels expedicionaris. Després de la Segona Guerra Mundial, algunes expedicions militars van explorar la regió. L'Any Geofísic Internacional (1957–1958) va marcar el final d'un llarg període durant la Guerra Freda que havia interromput l'intercanvi científic entre Orient i Occident, i des d'aquell moment es va reprendre l'exploració científica civil entre les dues tradicions. Des de la dècada de 1950, la majoria de les estacions de l'Antàrtida s'han construït exclusivament per a la investigació científica. Les estades prolongades a la regió poden ser una experiència extremadament estressant per als investigadors que sovint han estat separats de les seves famílies durant mesos alhora. Els jesuïtes, que han tingut una llarga tradició d'investigació geofísica a l'Antàrtida, també van contribuir a les primeres missions antàrtiques. Entre els erudits jesuïtes notables que cal destacar en aquest sentit hi ha Edward A. Bradley, Henry F. Birkenhauer, J. Joseph Lynch i Daniel J. Linehan.
Les primeres esglésies al sud de la Convergència Antàrtica i al nord dels 60° de latitud S, que per tant no formen part del Sistema del Tractat Antàrtic, són Notre-Dame des Vents a Port-aux-Français a l'illa principal de Kerguelen i l' Església Luterana Noruega, una antiga capella luterana a Grytviken, Geòrgia del Sud (des de 1913). Després d'anys d'abandonament i de resistir la duresa de les condicions de vida a la regió, per exemple amb el sostre danyat el 1994, l'església de Grytviken va ser renovada pels responsables del Museu de Geòrgia del Sud i alguns voluntaris entre 1996 i 1998 i a principis del segle XXI s'utilitza per a serveis eclesiàstics ocasionals i cerimònies de matrimoni.
Algunes esglésies del nord de la Convergència Antàrtica van a fer cerimònies religioses territoris antàrtics, com la catedral de l'Església de Crist a Stanley, que és la catedral anglicana més al sud del món. Serveix com a església parroquial no només de les illes Malvines, sinó també de Geòrgia del Sud i del territori antàrtic britànic. Punta Arenas, a l'extrem sud del continent sud-americà (al nord de Terra del Foc) també té una catedral catòlica romana, que dona servei al territori antàrtic xilè.
Els cristians s'han orientat cada cop més cap a les comunicacions a través d'Internet per a donar suport religiós al segle XXI.

## Edificis notables

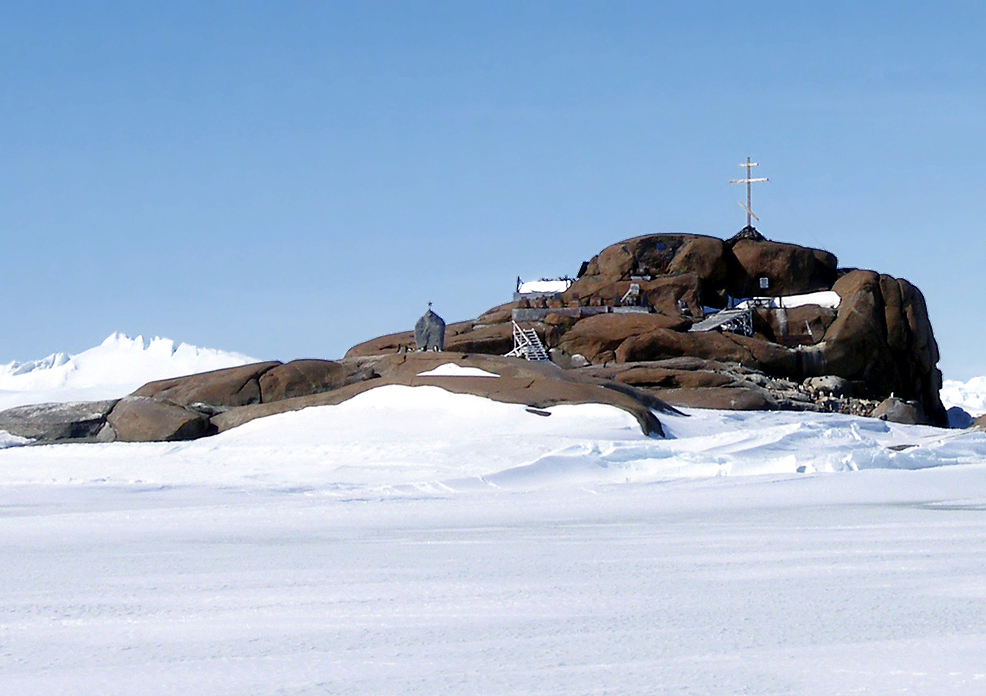
Vista del cementiri de l'illa de Buromskiy amb la seva creu ortodoxa i la pedra d'Ivan Khmara

De les gairebé 90 estacions de l'Antàrtida, la meitat només s'utilitzen durant els mesos d'estiu. La majoria de les estacions d'investigació tenen una petita sala de reunions que també s'usa per a assemblees religioses. Les estacions i comunitats més grans utilitzen una habitació separada, sovint un contenidor d'acer improvisat amb finalitats religioses.
La Capella de les Neus es va erigir el 1956 com a capella cristiana utilitzada per diverses denominacions, a l'estació de McMurdo, a l'illa de Ross. La capella ofereix diversos serveis protestants i catòlics, però també permet reunions d'altres religions, com els sants dels darrers dies, els bahá'ís i els budistes, i també s'utilitza per a grups seculars (per exemple, Alcohòlics Anònims). La capella havia estat reconstruïda després d'un incendi l'any 1978 i es va tornar a consagrar l'any 1989.

### Església catòlica
La majoria de jaciments antàrtics catòlics existeixen a causa de la presència argentina al continent. El Programa Antàrtic Mundial proposa construir una capella catòlica a l'estació Mario Zucchelli, badia Terra Nova, Antàrtida; mentre que la primera capella catòlica (anomenada després de Sant Francesc d'Assís) es va construir l'any 1976 a la base argentina Esperanza. La capella de la Mare de Déu de les Neus es troba a la base argentina Belgrano II de la Terra de Coats. És una capella catòlica permanent feta totalment de gel.
Altres edificis religiosos són la capella de la Mare de Déu de Lujan, l'Antàrtida, una capella catòlica a la base de Marambio, l'illa Seymour, la capella de San Francesc d'Assis, una capella catòlica a la base d'Esperanza, la península antàrtica i l'església de Santa Maria Reina de la Pau, una Església catòlica a la Villa Las Estrellas, Illes Shetland del Sud. Santa Maria Reina de la Pau és un contenidor reutilitzat que permet reunir 36 persones.
Hi ha un petit santuari catòlic prop d'l'estació de McMurdo anomenat "Nostra Senyora de les Neus". Conegut popularment com "Roll Cage Mary", el santuari estava dedicat a un Seabee de la Marina dels Estats Units que va morir durant la construcció de l'estació. Ha estat mantingut per monges carmelites de Nova Zelanda.

### Església ortodoxa

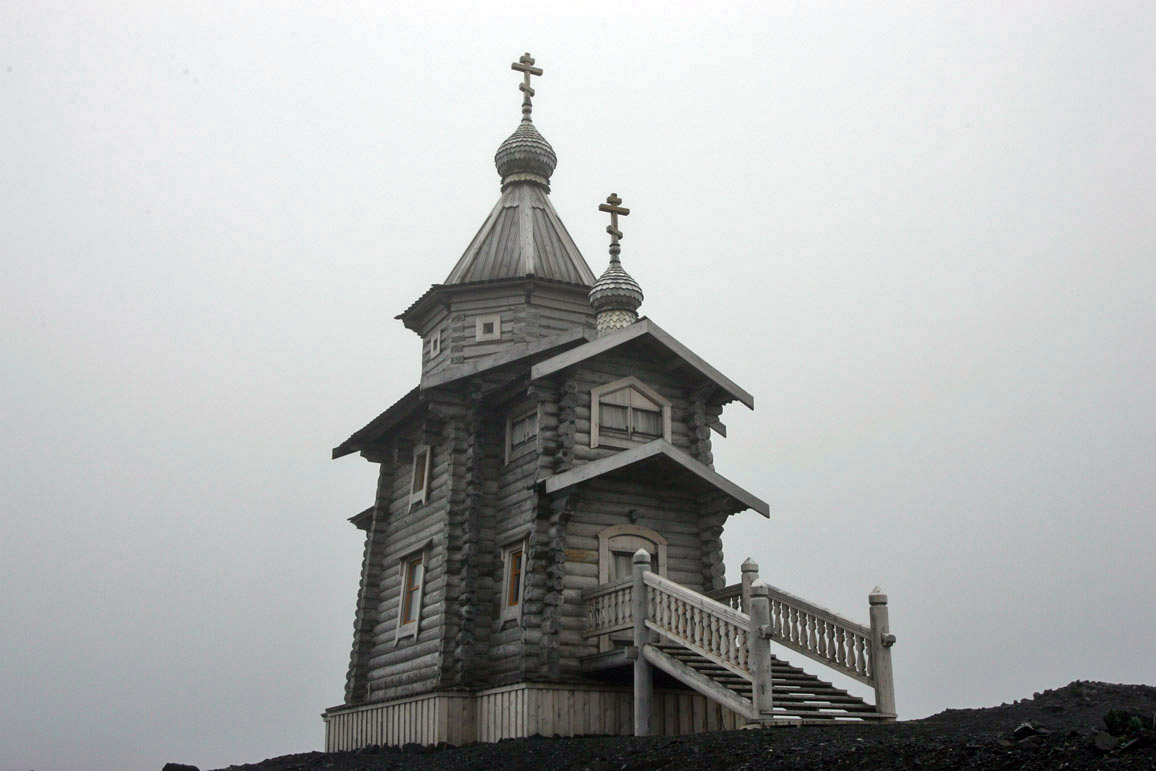
Vista de l'església de la Trinitat, 2005

Les activitats religioses es van aturar durant l'expedició soviètica a l'Antàrtida. Tanmateix, això va canviar amb la caiguda de la Unió Soviètica i el comunisme a l'Europa central i oriental.
La Capella de Sant Ivan Rilski, una capella ortodoxa búlgara a la base Sant Climent d'Ocrida, a les illes Shetland del Sud, va ser construïda l'any 2003 i és el primer edifici ortodox oriental a l'Antàrtida, i va ser l'edifici de culte ortodox oriental més al sud del món fins al 2011 quan es va erigir la capella de Sant Vladimir el Gran a la base d'investigació Vernadsky d'Ucraïna.
El cementiri de l'illa de Buromskiy és un dels monuments més importants de la regió. En aquest indret s'ha erigit una creu ortodoxa russa per marcar el lloc. L'illa alberga un cementiri per a uns 60 ciutadans de la Unió Soviètica, Txecoslovàquia, la República Democràtica Alemanya i Suïssa que van morir en l'exercici de les seves funcions mentre eren membres de les expedicions antàrtiques soviètiques i russes. Ha estat designat Lloc o Monument Històric (HSM 9) després d'una proposta de Rússia a la Reunió Consultiva del Tractat Antàrtic.
El 2002 el patriarca Alexi II de Moscou va demanar un "Temple per a l'Antàrtida" (Храм Антарктиде) i va iniciar l'Església de la Trinitat, Antàrtida, una església ortodoxa russa a l'estació de Bellingshausen, Illes Shetland del Sud. L'Església és molt visible Primer va ser mantinguda per un sol sacerdot. A principis del segle XXI dos sacerdots mantenen els serveis, que s'intercanvien anualment. Tots dos contribueixen al manteniment de l'estació global. El 29 de gener de 2007, es va celebrar el primer casament de l'església a l'Antàrtida, entre un xilè i una russa. També s'hi va fer el primer bateig (per a adults).

### Islam
Mentre que el programa pakistanès a l'estació antàrtica de Jinnah va portar musulmans a l'Antàrtida el 1991, no hi ha mesquites al continent ni a cap de les illes perifèriques, ja que encara no hi ha consens pel que fa a quins costums religiosos islàmics s'han d'observar.
També seria impossible dejunar durant el mes de Ramadà durant tot un dia solar durant l'estiu a l'hemisferi sud, de manera que diverses fonts han proposat alternatives a aquest problema. S'ha informat que els científics musulmans de l'Antàrtida utilitzen l'hora de la Meca per al dejuni del Ramadà.